# Snacka om spöken
Snacka om spöken (eng: High Spirits) är en fantasyfilm från 1988 i regi av Neil Jordan. I huvudrollerna ses Steve Guttenberg, Daryl Hannah, Beverly D'Angelo, Liam Neeson och Peter O'Toole.

## Rollista i urval
- Daryl Hannah - Mary Plunkett Brogan
- Peter O'Toole - Peter Plunkett
- Steve Guttenberg - Jack
- Beverly D'Angelo - Sharon
- Liam Neeson - Martin Brogan
- Jennifer Tilly - Miranda
- Peter Gallagher - Broder Tony
- Ray McAnally - Plunkett Senior
- Martin Ferrero - Malcolm
- Connie Booth - Marge
- Donal McCann - Eamon
- Liz Smith - Mrs. Plunkett
- Mary Coughlan - Katie
- Ruby Buchanan - tant Nan
- Isolde Cazelet - Julia
- Aimée Delamain - gammelmormor Plunkett
- Tom Hickey - Sampson
- Krista Hornish - Wendy
- Little John - Gateman
- Preston Lockwood - farbror Peter
- Paul O'Sullivan - Graham
- Hilary Reynolds - Patricia
- Tony Rohr - Christy
- Matthew Wright - Woody